# 韦斯滕德
韦斯滕德（West End）是英国海外领地安圭拉的一个村庄，为该岛9个行政区的其中之一，位于该岛西海岸，2001年人口736人。
这里有一所公立学校阿尔文·艾利森小学位于该镇。